# Hotel Sonne
El Romantik Seehotel Sonne o Hotel Sonne es un hotel de 4 estrellas ubicado en la ciudad suiza de Küsnacht.

## Ubicación y construcción
Situado junto al lago de Zúrich, en la parada de embarque de Küsnacht, y al lado de la estación de tren homónima, es un histórico hotel de gestión familiar, ubicado en un edificio del siglo XVII.

## Historia

Hotel Sonne a principios del.

La historia del hotel está estrechamente relacionada con Küsnacht en el lago de Zúrich. La evidencia documental de la "Wirtschaft zur Sonne" o "Posada del sol" se remonta a 1641, cuando el matrimonio Hans-Ulrich Alder y Anna Barbara Schädler se hicieron cargo de los derechos de posada y taberna de dos caballeros de Zúrich en virtud de un acuerdo feudal. Después de la transferencia de la posada a su hija Elisabeth y su esposo Heinrich Guggenbühl, el hotel en la orilla derecha del lago de Zúrich permaneció en manos de la familia Guggenbühl durante más de dos siglos.
El hotel alberga pinturas y esculturas originales de artistas suizos como Alois Carigiet, Augusto Giacometti, Bernhard Luginbühl y Albert Manser, y de artistas internacionales como Julian Schnabel y Andy Warhol.
Huéspedes habituales fueron al autor alemán Thomas Mann y el fundador de la psicología analítica Carl Gustav Jung.